# HD5771
HD5771 — хімічно пекулярна зоря спектрального класу A2, що має видиму зоряну величину в смузі V приблизно  6,2.
Вона  розташована на відстані близько 557,5 світлових років від Сонця.